# Timàlia gorjaestriada
La timàlia gorjaestriada (Mixornis gularis) és un ocell de la família dels timàlids (Timaliidae).

## Hàbitat i distribució
Habita boscos, clars, vegetació secundària, matolls, herba i bambú de les terres baixes des del sud, est i nord-est de l'Índia, el Nepal, Bhutan, Bangladesh, sud-oest de la Xina al sud de Yunnan, Myanmar, oest de Tailàndia, Vietnam, Cambotja, Arxipèlag Mergui, Sumatra i les Filipines sud-occidentals.